# Grünes Diplom
Das Grüne Diplom gilt seit 2004 als international anerkannter Leistungsnachweis eines internen Ausbildungsprogramms am Goethe-Institut. Die weltweit standardisierte Ausbildung richtet sich an nicht Muttersprachler, die mit dem Nachweis eine Qualifikation zur Lehrkraft für Deutsch als Fremdsprache (DaF) erwerben. Form, Ablauf und Dauer der Ausbildung werden an den lokalen Bedingungen der Goethe-Institute im Ausland festgelegt. 

## Ziele, Inhalte und Qualifikation
Die Qualifizierung zum Grünen Diplom hat das Ziel, Nachwuchslehrkräfte im Ausland zu fördern. Basierend auf Deutsch als Fremdsprache (DaF) und dem Weiterbildungsprogramm Deutsch Lehren Lernen (DLL) erlangen DaF-Nachwuchslehrkräfte Grundlagen und Kenntnisse des Fremdsprachenunterrichts mit Qualitätsstandard vom Goethe-Institut.
In der Ausbildung werden in theoretischen und praktischen Lernmodulen didaktische Kompetenzen, individuelles Lernen und Gruppenarbeit vermittelt. Die Fernlerneinheiten bestehen aus einzelnen Bausteinen: Unterrichtsplanung und die Lesen, Hören, Sprechen, Schreiben und Grammatik unterrichten zu können. Zusätzlich zur Fernlehrphase erfolgt ein Unterrichtspraktikum mit Lehrproben. Die Teilnehmer werden in dieser Zeit durch erfahrene Lehrkräfte begleitet und können an internationalen Seminaren in verschiedenen Goethe-Instituten teilnehmen. Zum Abschluss findet ein Deutschlandaufenthalt und eine Teilnahme an einem Seminar mit Fokus auf Landeskunde statt.

### Erworbene Kenntnisse und Qualifikationen
1. Gemeinsamer europäischer Referenzrahmen (GER)[5]
2. Unterrichtsinhalte auf Basis von Deutsch Lehren Lernen (DLL) für die Stufen A1 – B1
3. Zielgruppenspezifische Gestaltung, Analyse und Auswertung von Unterrichtseinheiten
4. Sprachverwendungsbereiche in Bezug auf Themen, Situationen, Fertigkeiten, sprachliche Mittel und Prüfungen
5. Funktionale Übungen und Unterrichtsbausteine zur Förderung von Lesen, Hören, Sprechen und Schreiben
6. Verschiedene Unterrichtsmethoden, Übungsanweisungen und Sozialformen
7. Instrumente zur Leistungsmessung
8. Qualitätsstandards der Kurs- und Prüfungsangebote an Goethe-Instituten

### Voraussetzungen zur Teilnahme
Die Teilnehmer müssen einen Hochschulabschluss und gute Deutschkenntnisse auf mindestens Niveau B2 oder bevorzugt C1 des gemeinsamen europäischen Referenzrahmens (GER) nachweisen. Erfordert wird ein sicherer Umgang mit digitalen Medien und Flexibilität gegenüber Unterrichtszeiten an Abenden und Wochenenden. Die Dauer und Planung der Teilnahme hängt von den Vorqualifikationen, den örtlichen Bedingungen und der Wahl einzelner Programmbausteine der Teilnehmer ab.

## Bestandteile der Ausbildung
Die Ausbildung wird nach Vorqualifikation der Teilnehmer in zwei Fortbildungsmöglichkeiten „Grünes Diplom“ mit oder ohne DaF-Qualifikation unterteilt und auf vier aufeinander folgenden Phasen aufgebaut.

### Einführungsphase
Die Einführungsphase umfasst Grundlagen des Unterrichts, das Unterrichtspraktikum (Hospitation) und einen Lehrversuch. Der Lehrversuch zeigt die Eignung des Teilnehmenden und entscheidet über die Zulassung zur weiteren Ausbildungsphase. Zeit und Ablauf des Praktikums legt das qualifizierende Goethe-Institut im Ausland fest.

### Vertiefungsphase
Die Vertiefungsphase vermittelt im Fernstudium Sprachkompetenz auf Basis der Deutsch Lehren Lernen (DLL) Reihen 1–6 und kann bei Nachweis über Sprachkenntnissen mit C1-Niveau entfallen. Die Einheiten werden entweder online im Blended-Learning Format oder als Seminarkurse angeboten. Erbrachte Leistungen werden mit Kreditpunkten des europäischen ECTS Systems bewertet.
Einheiten der DLL-Reihe:
- DLL 1: Lehrkompetenz und Unterrichtsgestaltung
- DLL 2: Wie lernt man die Fremdsprache Deutsch?
- DLL 3: Deutsch als fremde Sprache
- DLL 4: Aufgaben, Übungen, Interaktion
- DLL 5: Lernmaterialien und Medien
- DLL 6: Curriculare Vorgaben und Unterrichtsplanung

### Deutschlandphase
Als dritte Phase folgt ein Deutschlandaufenthalt mit dem Ziel Sprachkenntnisse der nicht Muttersprachler zu erweitern und interkulturelle Erfahrungen in einem Landeskunde Seminar zu vermitteln.

### Prüfungsphase
In der letzten Phase erwerben die Teilnehmer das "Grüne Diplom" sowie Nachweise zu absolvierten Online-Schulungen.

## Leistungsnachweis zur Vergabe
Der Leistungsnachweis besteht aus erfolgreicher Bearbeitung der Tests zu den Modulen der DLL-Reihe, dem Bestehen der Lehrproben auf den Lernstufen A1 – B1 und positiver Bewertung einer schriftlichen Hausarbeit.